# Revolución liberal

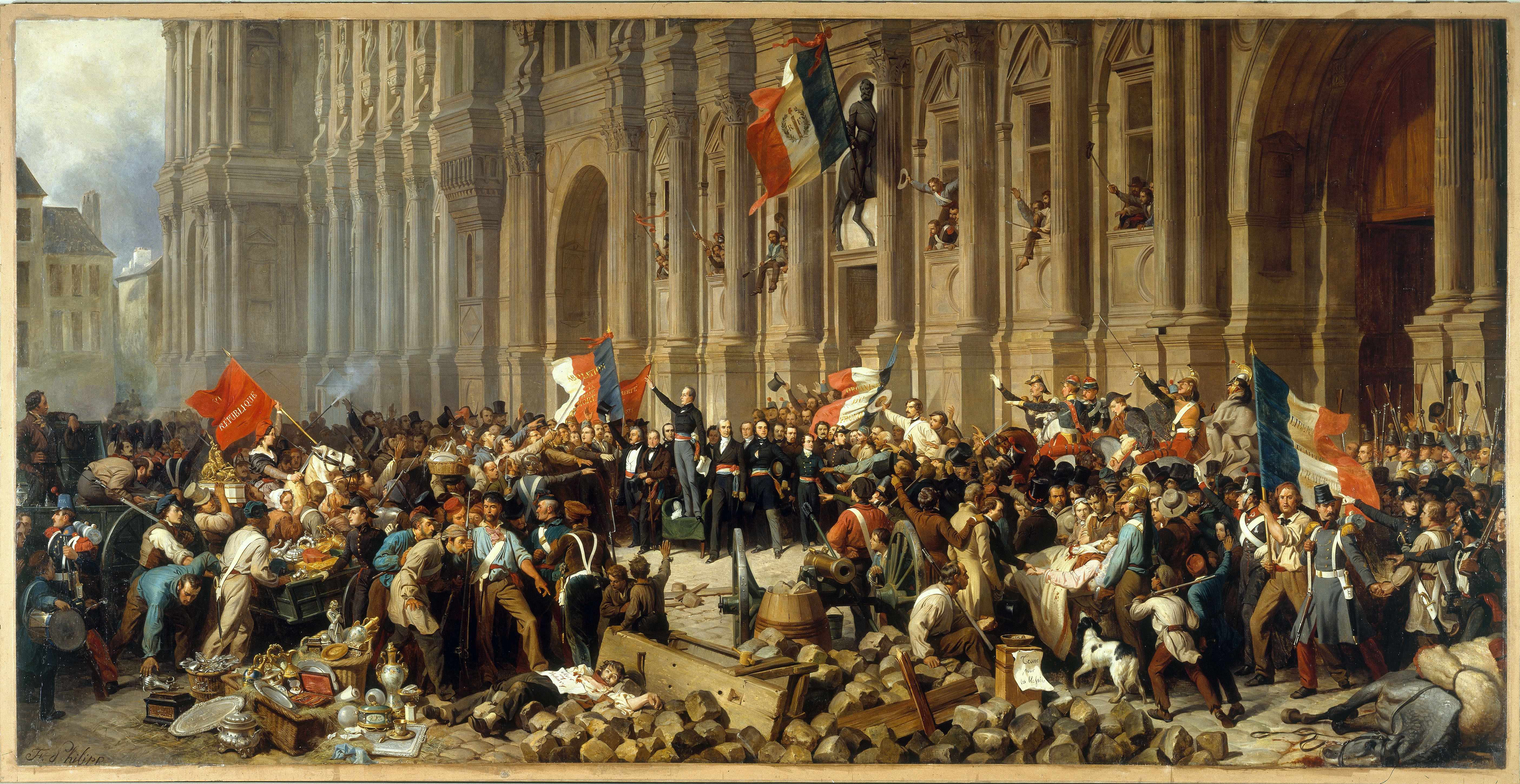
Lamartine, ante el Ayuntamiento de París, el 2y de febrero de 1848, rechaza la bandera roja. Pintura de historia de Henri Félix Emmanuel Philippoteaux.

Revolución liberal es un término de uso historiográfico con el que se designa la revolución política incluida en el proceso de transformaciones revolucionarias en todos los ámbitos con el que se cierra la Edad Moderna y comienza la Edad Contemporánea. El componente económico de ese cambio es la Revolución industrial y el componente social la Revolución burguesa.
Se localiza en el tiempo entre finales del siglo XVIII, y comienzos del siglo XIX, y especialmente en Europa occidental (aunque se extiende más allá de este marco inicial tanto en el tiempo como en el espacio). Institucionalmente, este cambio político se produce entre la monarquía absoluta propia del Antiguo Régimen y el Estado liberal, y adoptó muy diferentes formas: una república, con modelos como la Commonwealth inglesa de 1649, la federación de las Trece Colonias norteamericanas en 1776, o la Republique française de 1793; una monarquía, que a su vez tuvo modelos como la monarquía parlamentaria de la Revolución Gloriosa inglesa de 1688, la monarquía constitucional diseñada por la Asamblea Nacional Constituyente francesa de 1789 y las Cortes de Cádiz españolas de 1812; o incluso un imperio como el napoleónico de 1804. Las revoluciones de 1848 fueron determinantes en el ascenso posterior de las fuerzas liberales en Europa.
La ideología que pasó a denominarse como liberalismo es la doctrina justificativa de la revolución de los liberales.

## Origen del término

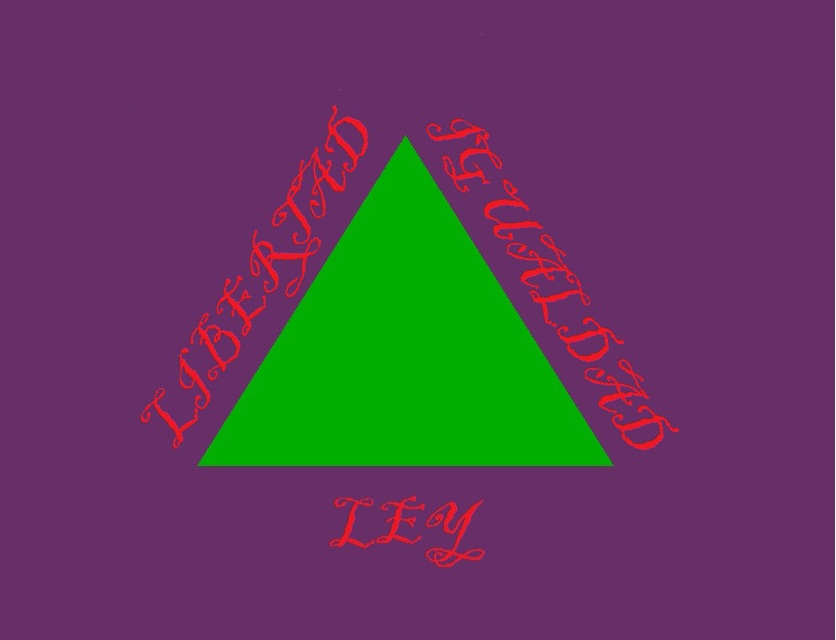
Bandera liberal que bordaba Mariana Pineda y por la que fue condenada a muerte (1831).

Al igual que el término "liberal" es una creación española (los diputados de las Cortes de Cádiz se autodenominaban "liberales" por ser partidarios de la libertad), la expresión "Revolución liberal" se aplica muy especialmente al proceso revolucionario español, que se inicia en esas Cortes y continúa en el Trienio Liberal y en el comienzo del reinado de Isabel II, coincidiendo con la Guerra Carlista. Algunos textos de la época se referían a la Guerra de Independencia y al periodo que la sigue (1808-1839, entre el levantamiento del 2 de mayo y el abrazo de Vergara) como la "Revolución española" por analogía con la Revolución francesa (aunque ese término se usa más comúnmente en la bibliografía contemporánea para designar a los movimientos revolucionarios simultáneos a la guerra civil española de 1936-1939).

## Extensión espacial
Para otros países puede aplicarse el término por extensión: un claro ejemplo de Revolución liberal es la Revolución americana (término que se aplica tanto específicamente a la Revolución de las Trece Colonias y la Guerra de Independencia de los Estados Unidos como a genéricamente a todos los procesos revolucionarios que tuvieron lugar en América desde finales del siglo XVIII —incluyendo los procesos revolucionarios hispanoamericanos o "revoluciones hispánicas" y las guerras de independencia hispanoamericanas—). La misma Revolución francesa lo es, e igualmente los ciclos revolucionarios europeos denominados Revolución de 1820 (iniciada en España), Revolución de 1830 (llamada "de Julio" en Francia) y Revolución de 1848 (o "primavera de los pueblos"), y el inicio de la Revolución rusa (la Revolución de 1905 y la Revolución de Febrero de 1917). Sin embargo, la historiografía suele utilizar más comúnmente el término Revoluciones burguesas para referirse a cada uno de esos procesos revolucionarios incluso en su aspecto estrictamente político, a pesar de la impropiedad.
Con la expresión "Revolución liberal" se han denominado por la bibliografía procesos específicos en cada país, como la Revolución liberal de Oporto (Portugal), la Revolución liberal de Ecuador, la Revolución liberal de Bolivia, la Revolución liberal de Nicaragua o las revoluciones de Abril y restauradora de Venezuela.

## La Rivoluzione liberale

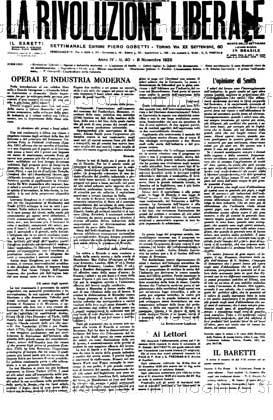
Último número, 8 de noviembre de 1925.

La Rivoluzione liberale fue el nombre de una revista política italiana publicada en Turín por Piero Gobetti entre 1922 y 1925, que fue repetidamente censurada y cerrada definitivamente por el gobierno fascista de Mussolini.

## Revolución neoliberal
La expresión "revolución neoliberal" se utiliza con distintos propósitos (tanto descriptivos como valorativos -reivindicativos y peyorativos-), referida a periodos posteriores (desde finales del siglo XX).